# Château de Monti
Ne doit pas être confondu avec Château de Tresana.
Le château de Monti (en italien : Castello di Monti), est une ancienne forteresse médiévale située dans le village de Monti, une frazione de la commune de  Licciana Nardi, dans la province de Massa-Carrara en Toscane.
Elle est située sur une colline dominant la rive droite du torrent Taverone dans la région historique de la Lunigiana et a appartenu à l'une des branches de la Malaspina dello Spino Fiorito.

## Historique
Le château est né entre la fin du XIe et le début du XIIe siècle en tant que structure militaire de la maison d'Este qui, au croisement des routes commerciales venant de Lucques et allant en Émilie, visait également à obtenir le contrôle du côté de la Lunigiana. Le château constituait en effet l'une des nombreuses barrières sur la route qui depuis l'Émilie arrivait à la mer, et aussi sur celle qui partait de la vallée du Serchio, en remontant le Magra et, à travers le col de Brattello, permettait d'atteindre les centres de Velleia et Plaisance.  Monti devint plus tard la propriété de la famille Malaspina de Villafranca en 1355 qui, au début du XVe siècle, formait un fief indépendant.
En 1449, le château fut attaqué et conquis par l'expédition de Galeotto di Campofregoso et des Génois et resta sous la domination des Campofregoso pendant 14 ans ; à la fin de cette période, il revint à la famille Malaspina qui entreprit des travaux d'agrandissement et de renforcement des murailles.
En 1524, Giovanni de Médicis (connu sous le nom de Jean des Bandes Noires), qui se trouvait en Lunigiana pour entraîner les troupes recrutées pour la plupart à Castiglione del Terziere, décida de prendre d'assaut le château à des fins d'entraînement, faisant prisonnier le marquis Spinetta Malaspina (it). Le château revint plus tard à la famille Malaspina. En 1638, la population, fatiguée du mauvais gouvernement et avec un fief énormément réduit par les divisions ultérieures, décide de se placer volontairement sous la direction du grand-duché de Toscane.

## Description
En 1920, le château a été gravement endommagé par le tremblement de terre de la Garfagnana et de la Lunigiana et a donc subi de lourds travaux de restauration qui l'ont transformé en un élégant quartier résidentiel.
Le château est entouré d'une forêt de chênes verts centenaires ; du côté nord se trouve une cour qui était presque certainement la place d'armes, elle-même protégée par des murs d'enceinte aujourd'hui disparus.
Il fait partie du patrimoine culturel italien.

## Galerie

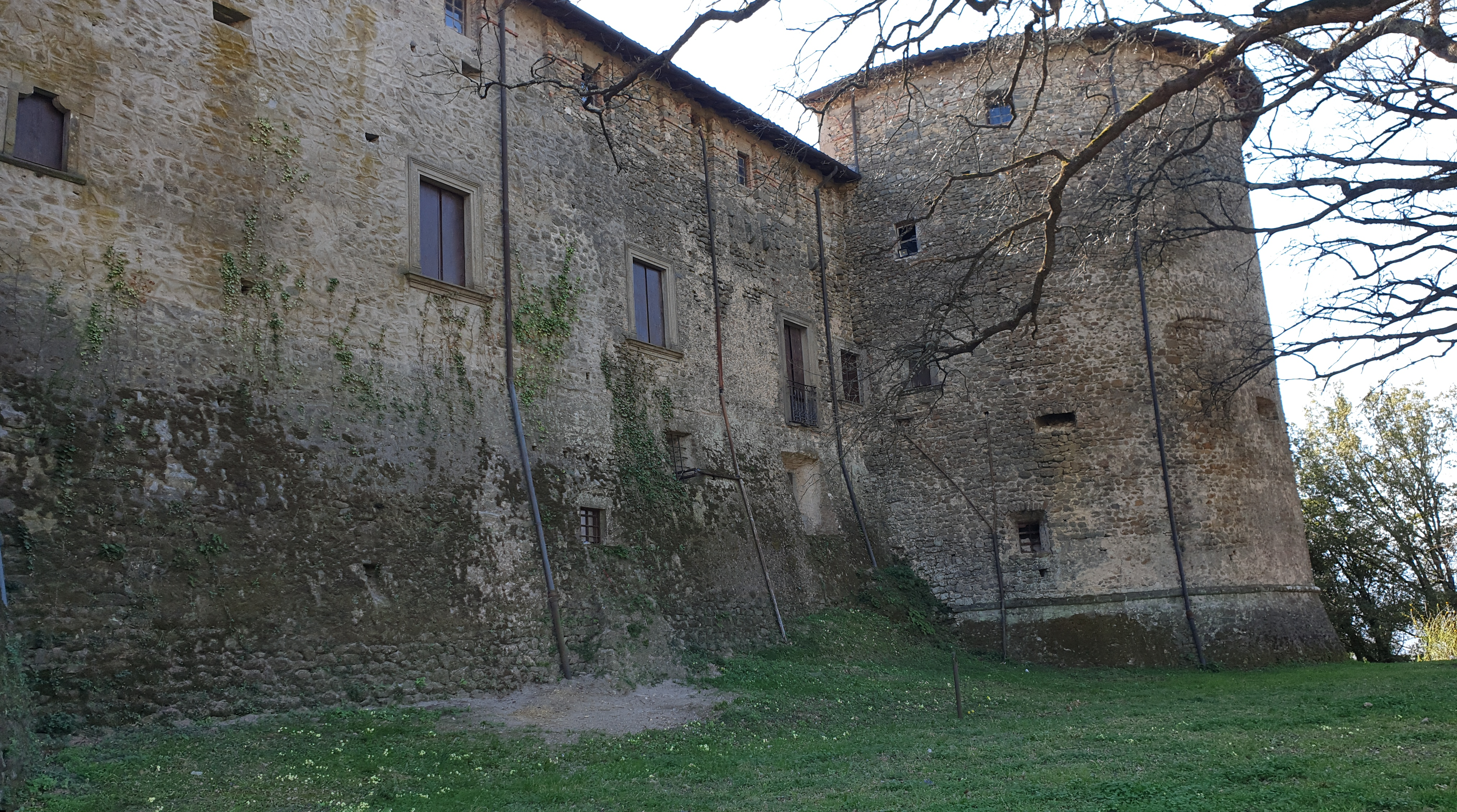
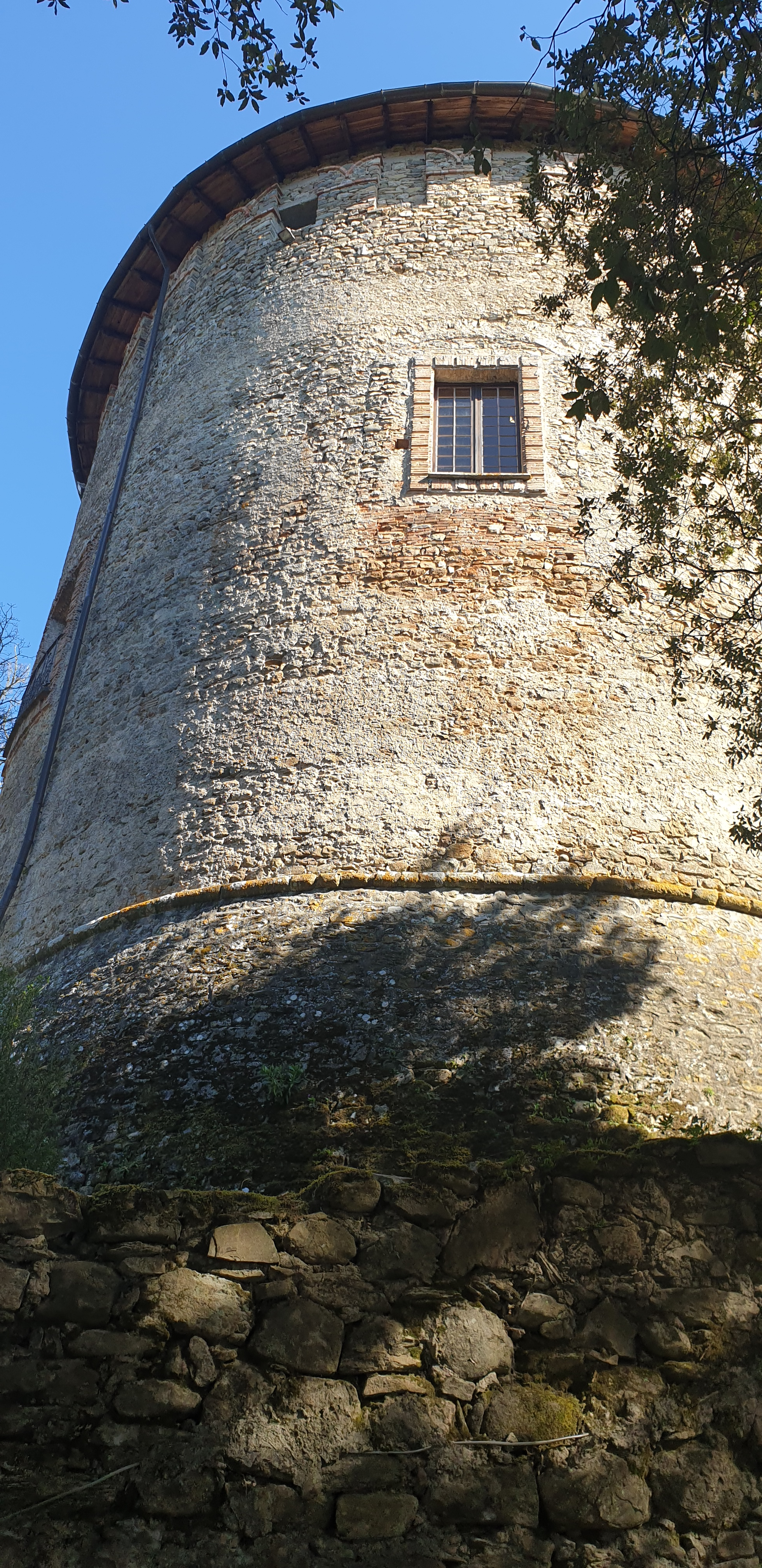
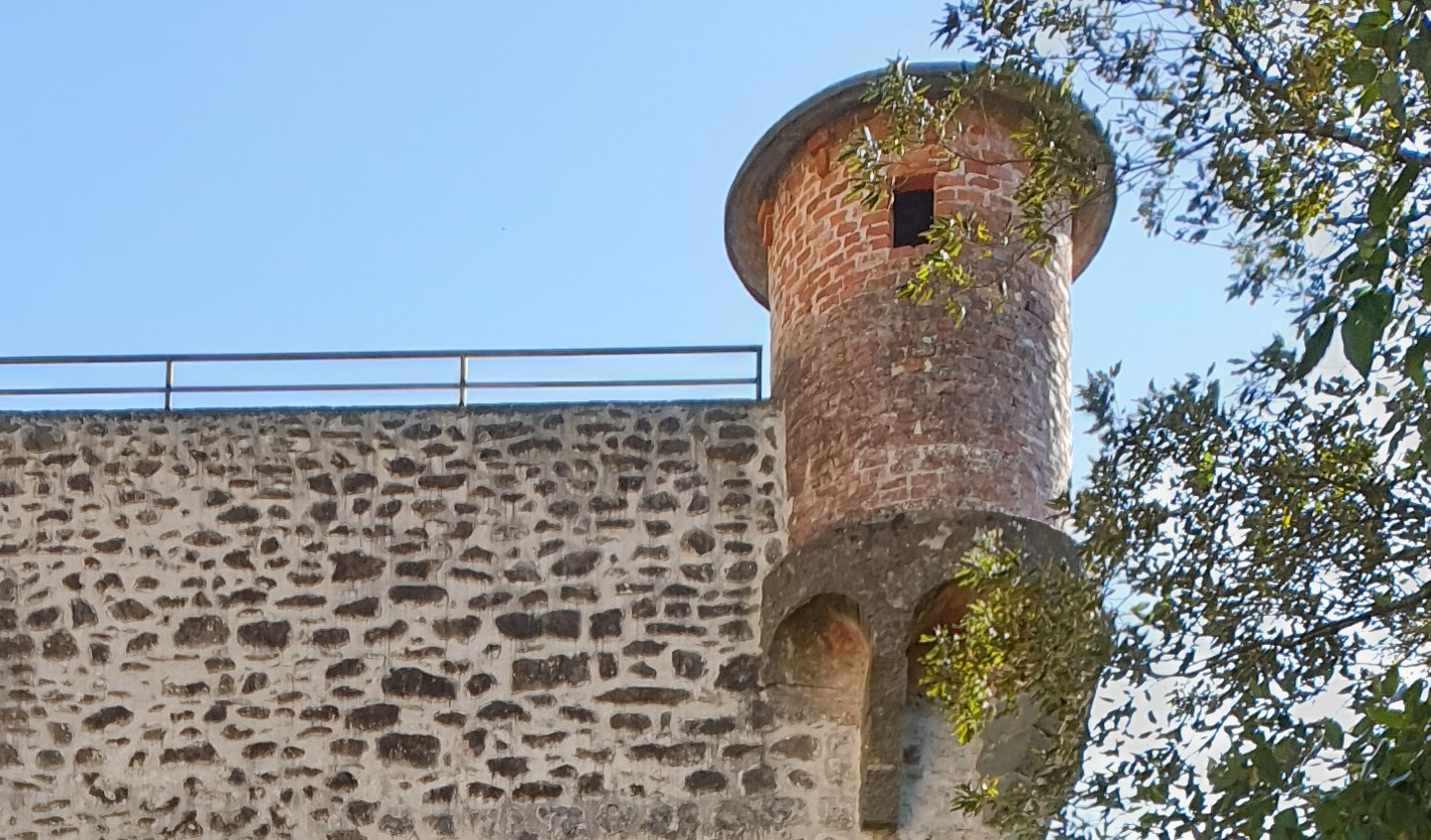
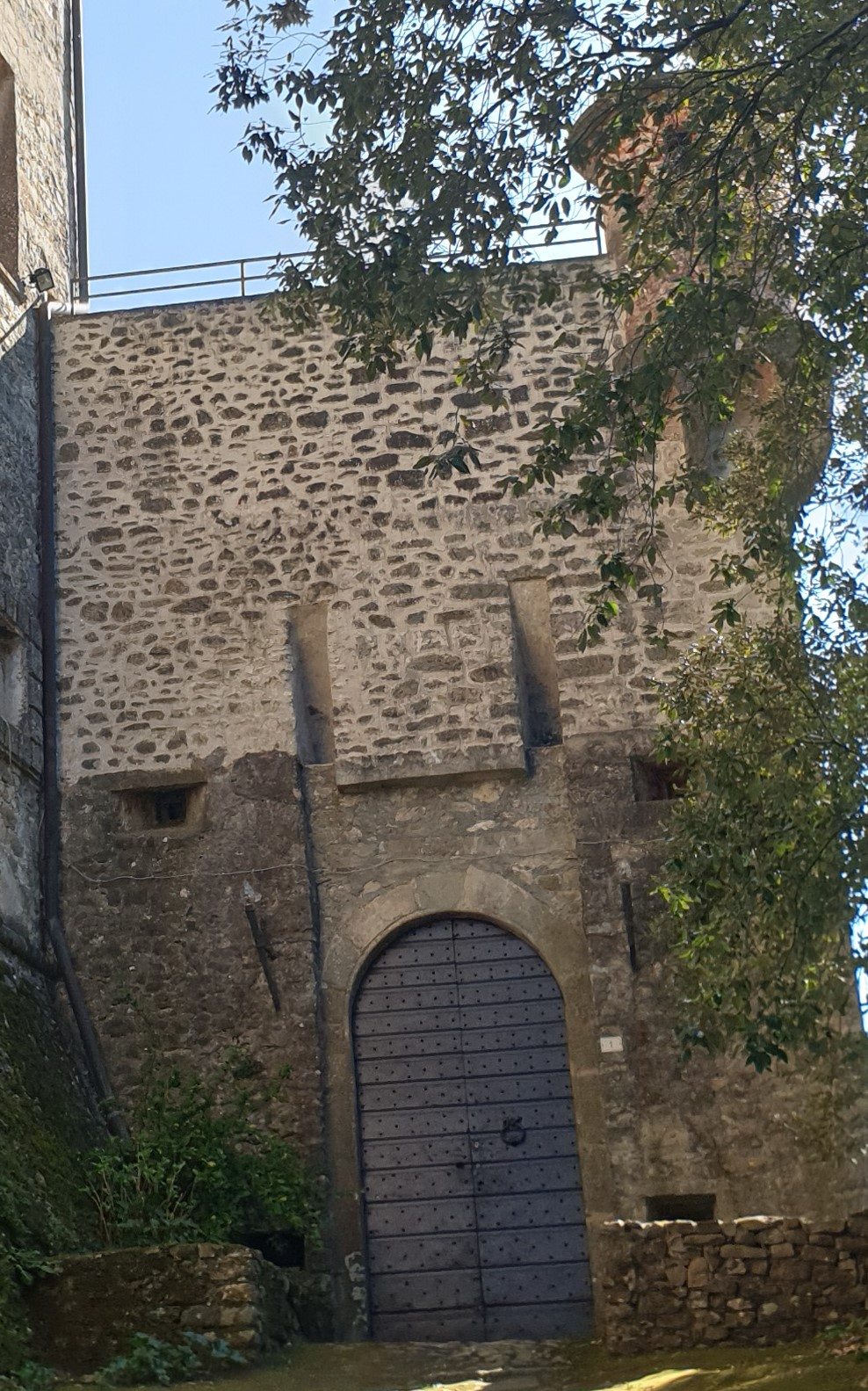
La porte d'entrée du château (ancien pont-levis)